# Сент Кроа Фолс (Висконсин)
Сент Кроа Фолс (енгл. St. Croix Falls) град је у америчкој савезној држави Висконсин.

## Демографија
По попису из 2010. године број становника је 2.133, што је 100 (4,9%) становника више него 2000. године.
| Група             | 2000.         | 2010.         |
| Белци             | 1.987 (97,7%) | 2.050 (96,1%) |
| Афроамериканци    | 1 (0,0%)      | 7 (0,3%)      |
| Азијати           | 4 (0,2%)      | 12 (0,6%)     |
| Хиспаноамериканци | 27 (1,3%)     | 38 (1,8%)     |
| Укупно            | 2.033         | 2.133         |